# Apphia Yu
Apphia Yu (auch bekannt als Ayu Sakata) ist eine US-amerikanische Synchronsprecherin für Funimation und Gründerin von sakevisual aus Dallas, Texas. Sie arbeitet außerdem als Synchronisationsregisseur und Produzent für Spiele wie Loren The Amazon Princess und Tales of Aravorn: Seasons of the Wolf von Winter Wolves, oder für Animes wie Assassination Classroom.

## Synchronrollen

### Videospiele
- A Hat in Time – Hat Kid
- Bionic Heart – Julia Storm
- Burn Your Fat With Me! – Yuki Hashio
- Co-Op – Announcer
- Forward to the Sky – Hexe
- Heileen 2: The Hands of Fate – Ebele, Marie
- Jisei – Mysteriöse Stimme
- Kansei – Aki Mizutani
- Koenchu Yonogi Seiyū Story – Mikoto, Himeno, Shimizu
- Loren The Amazon Princess – Elenor
- Planet Stronghold – Rumi Kai
- Princess Battles – Audrey
- Ren’Py Date Simulation Engine: The Game – Zwillinge
- Ripples – Kuu
- Smite – Blind Vengeance Nemesis
- Spirited Heart – Erzähler
- Whispers: Revelation – Naomi Morgan
- Yousei – Aki Mizutani

### Anime
- Ame & Yuki – Die Wolfskinder – Verschiedene
- Assassination Classroom – Rio Nakamura
- Black Butler – Verschiedene
- Deadman Wonderland – En (Ep. 5)
- Evangelion:2.22 – You can (not) advance. – Verschiedene
- Fafner: Heaven and Earth – Verschiedene
- Fairy Tail – Laki Olietta
- Free! Eternal Summer – Yuna
- Guilty Crown – Kanon Kasuma
- Higanjima – Verschiedene
- Kamisama Kiss – Chie
- Kekkai Sensen – Black (jung)
- Last Exile: Fam, the Last Wing – Félicité Collette
- Lupin III – Grace (Ep. 3)
- Level E – Mayo Mayuzumi/Black Ranger
- Michiko & Hatchin – Romeu Manabe (Seiji's Son, Ep. 10)
- Mikagura School Suite – Meika Katai
- One Piece – Abi (Ep. 317)
- Ping Pong: The Animation – Makoto „Smile“ Tsukimoto (jung)
- Red Data Girl – Miyuki Sagara (jung)
- Robotics;Notes – Airi
- Selector Infected WIXOSS – Yuzuki Kurebayashi
- Sgt. Frog – Furby Dragon (Ep. 29), Gumogumo (Ep. 72)
- Shakugan no Shana – Tiriel (Staffel 2), Westshore (Staffel 3)
- Shangri-La – Mikuni
- Show by Rock!! – Holmy
- Steins;Gate – Maid (Eps. 2, 18)
- The Rolling Girls – Mii-tan
- To Aru Kagaku no Railgun – Saiai Kinuhata
- Tokyo Ravens – Toshiya Dairenji, Kokuryū
- Tower of Druaga – Tochter, Verschiedene
- Ultimate Otaku Teacher – Sachiko Tanaka

### Software
- VoiceForge – Shy Girl Voice Model

## Filmografie

### Fernsehen
- Chase – Thai Girl
- The Good Guys – Diner Patron
- The Deep End – College Student

### Filme
- Fresh Studio – Student
- Solstice – Yeti

### Andere
- TOME: Terrain of Magical Expertise – Whyti